# Савремена гимназија
Савремена гимназија је приватна Кембриџ гимназија која се налази у Београду на општини Врачар. Постоји од 2011. године, а са радом је почела 2015. када је примљена прва генерација ученика. Директор школе је професорка Светлана Белић Малинић. Оснивач школе је 

## О школи
Гимназија је општег образовног типа и настава се одвија према плану и програму Министарства просвете, науке и технолошког развоја и Универзитета у Кембриџу. Настава се реализује на српском (национални програм) и енглеском језику (Кембриџ програм — IGCSE и A Level) и на комбинованом програму за ученике који наставу слушају на оба језика.
У првој години рада уписано је око 100 ученика.. Тренутно школу похађа 250 ученика, а наставнички кадар сачињен је од више од педесет професора и стручних сарадника.
Школа користи модерну технологију у настави попут Гугл апликација, ајпеда, аудио-видео пројектора и паметних табли. Дан школе је 9. октобар, тј. Свети Јован Богослов.

## Програми наставе
Постоје три програма по којима се одвија настава у Савременој гимназији:
- Национални програм - предавања се одржавају у складу са националним програмом прописаним од стране Министарства просвете, науке и технолошког развоја Републике Србије за гимназије општег типа у четворогодишњем образовању.
- Кембриџ програм - предавања се одржавају по плану и програму креираном директно у Одељењу за међународне испите Универзитета у Кембриџу и спроводи се на енглеском језику. Школа је акредитована од стране Универзитета у Кембриџу. Постоји и ванредни Кембриџ програм за ученике других средњих школа.
- Комбиновани – билингвални програм - спој гимназије општег типа и међународног образовања. Овај програм комбинује предмете из националног наставног плана на српском језику са међународним програмом који је на енглеском језику. Школа има акредитацију за оба програма.

## Методика наставе
Настава се одвија у малим групама, како би професор могао добро да се упозна са сваким од ученика, да се посвети свакоме од њих и открије њихове таленте или евентуалне потешкоће у процесу учења. Ученици од професора добијају конкретне задатке, имају осмишљене образовне активности и ваннаставне активности. Постоји и менторска настава где професори помажу ученицима у свим изазовима током школовања. У Савременој гимназији примењује се и Кембриџ Глобал Perspectives приступ, што значи да постоји и интердисциплинарни предмет Глобалне перспективе. Овај предмет подразумева решавање задатака коришћењем знања стечених из више предмета.

## Галерија
- Улаз у Савремену гимназију
- Улаз у Савремену гимназију
- Табла са натписом
- Савремена гимназија
- Савремена гимназија